# Maneater
«Maneater» — третій сингл канадсько-португальської співачки Неллі Фуртаду з альбому «Loose». Випущений 5 червня 2006 року лейблом Geffen.

## Відеокліп
На початку кліпу Неллі шукає свого собаку Тобі, німецького дога. Вона йде за ним у підвал, де вона зустрічає багато мовчазних людей. З'являється музика й Фуртаду починає ритмічно танцювати, люди починають поволі рухатись. Впродовж усієї пісні люди танцюють з нею. Вона виходить з собакою з підвалу вже на світанку.

## Списки композицій і форматів
Міжнародний CD-сингл
1. «Maneater» (Radio Version) — 3:18
2. «Undercover»
3. «Maneater» (Waata House Mix)
4. «Maneater» (Video)

Digital Download (Північна Америка)
1. «Maneater» (Album Version) — 4:25

Німецький CD-сингл
1. «Maneater» (Radio Version)
2. «Let My Hair Down»

Австралійський/Чилійський CD-сингл
1. «Maneater» (Radio Version)
2. «Crazy» (Radio 1 Live Lounge session)
3. «Maneater» (JoSH Desi Remix)
4. «Maneater» (Video)

Нідерландський CD
1. «Maneater» (Radio Version) — 3:18
2. «Undercover»

Вінил-сингл
1. «Maneater» (Radio Version) — 3:18
2. «Maneater» (Waata House Mix) [feat. Alozade]
3. «Maneater» (Acappella)
4. «Maneater» (Instrumental Version)

Maneater (ремікси)
1. Maneater (Waata House Mix) — 4:23
2. Maneater (Waata House Mix) [feat. Alozade] — 4:23
3. Maneater (Club Main Mix) — 5:09
4. Maneater (I.R. Remix) — 3:41